# 董銳 (弘治進士)
董銳（1470年—？），字抑之，直隸興州左屯衛籍，山東昌邑縣人，明朝政治人物。

## 生平
弘治五年（1492年）壬子科順天府鄉試第一百二十六名舉人。弘治六年（1493年）中式癸丑科會試第一百七十三名，三甲第一百三十名進士。

## 家族
曾祖董儀；祖父董勝；父董雄，母戴氏。具庆下。